# Los pitufos: Rescate en el castillo de Gargamel
Smurf: Rescue in Gargamel's Castle (Los pitufos: Rescate en el castillo de Gargamel, en idioma inglés) es un videojuego basado en la serie de historietas Los pitufos para las videoconsolas ColecoVision y Atari 2600. En este juego el jugador debe controlar a un pitufo y superar los obstáculos para rescatar a la Pitufina del castillo de Gargamel.

## Mecánica de juego
Gargamel ha secuestrado a la pitufina. Controlado a un pitufo, el jugador tiene que caminar desde la aldea de los pitufos a través de un bosque y una cueva para llegar al castillo de Gargamel donde espera la pitufina.
El juego muestra una barra de energía que lentamente disminuye a medida que pasa el tiempo.
Los escenarios tiene un scroll horizontal. En cada uno de ellos debe saltar para esquivar ciertos obstáculos como rejas y estalagmitas o para alcanzar ciertas plataformas. Si el jugador falla en algún salto, automáticamente pierde una vida. En niveles de mayor dificultad aparecen murciélagos y arañas que el jugador debe esquivar.

## Huevo de Pascua
La versión para ColecoVision de Smurf: Rescue in Gargamel's Castle contiene un huevo de Pascua. Al llegar a la escena donde se encuentra la pitufina, el jugador puede retroceder a la escena anterior. Justo antes de que la pantalla cambie, se verá como si la parte de arriba del vestido de la pitufina desapareciera.[cita requerida]